# Jordan Larsson
Carl Henrik Jordan Larsson (* 20. Juni 1997 in Rotterdam, Niederlande) ist ein schwedischer Fußballspieler auf der Position des Stürmers. Er ist Sohn des ehemaligen schwedischen Nationalspielers Henrik Larsson. Er steht beim FC Kopenhagen unter Vertrag.

## Karriere

### Verein
Larsson wurde in Rotterdam geboren, als sein Vater dort bei Feyenoord unter Vertrag stand. Er begann seine Karriere in Spanien in der Jugend beim FC Barcelona, für den sein Vater von 2004 bis 2006 spielte. Danach spielte Jordan Larsson in Schweden in der Jugend des Högaborgs BK, für den er ab 2012 auch für die Viertligamannschaft spielte. Im Juli 2014 wechselte er zum Erstligisten Helsingborgs IF. Bis Saisonende kam Larsson zu elf Einsätzen, in denen er ohne Torerfolg blieb. In der folgenden Saison 2015 kam er insgesamt zu 25 Einsätzen, in denen er drei Tore erzielte. In der Saison 2016 absolvierte er 27 Ligaspiele und erzielte dabei sieben Tore. Zu Saisonende musste er mit dem Verein nach verlorener Relegation gegen den Halmstads BK in die 2. Liga absteigen. Trainer während Larssons Zeit bei Helsingborg war sein Vater Henrik.
Nach dem Abstieg wechselte Larsson im Januar 2017 in die Niederlande zum Erstligisten NEC Nijmegen. Bis Saisonende kam er zu acht Einsätzen in der Liga, mit Nijmegen stieg er nach verlorener Relegation gegen den NAC Breda in die Eerste Divisie ab. Nach einem halben Jahr und 13 Einsätzen in der zweiten Liga kehrte er im Januar 2018 nach Schweden zurück und wechselte zum Erstligisten IFK Norrköping.
Für Norrköping kam er in der Saison 2018 zu 25 Ligaeinsätzen, in denen er ein Tor erzielte. Nach 16 Einsätzen in der Saison 2019, in denen er elf Tore erzielte, wechselte Larsson im August 2019 nach Russland zu Spartak Moskau.
Nach dem russischen Überfall auf die Ukraine wechselte Larsson im April 2022 leihweise zum schwedischen Erstligisten AIK Solna. Im Juni 2022 wurde der Vertrag mit Spartak Moskau einvernehmlich aufgelöst. Anfang August 2022 unterschrieb Larsson einen bis 2025 gültigen Vertrag beim Bundesligaaufsteiger FC Schalke 04. Ende Januar 2023 gab ihn der Verein zunächst auf Leihbasis bis zum Saisonende nach Dänemark an den FC Kopenhagen in die 1. dänische Liga ab, bei dem Larsson anschließend im Juni 2023 einen festen Vertrag bis 2027 unterzeichnete. Schalke 04 bekam eine Ablöse von ungefähr 2 Millionen Euro. Mit dem FC Kopenhagen konnte er 2023 und 2025 jeweils das Double aus dänischer Meisterschaft und Pokal gewinnen.

### Nationalmannschaft
Larsson spielte 2014 mindestens vier Mal für die schwedische U-17-Auswahl. Von 2015 bis 2016 kam er zu mindestens acht Einsätzen für die U-19-Mannschaft. Im Juni 2016 debütierte er gegen Georgien für die U-21-Auswahl. In jenem Spiel, das Schweden mit 3:2 gewann, erzielte Larsson auch sein erstes Tor für die U-21. Bis Oktober 2018 kam er zu 14 Einsätzen.
Im Januar 2018 debütierte er in einem Testspiel gegen Estland für die A-Nationalmannschaft. Mit der schwedischen Auswahl erreichte er bei der Europameisterschaft 2021 das Achtelfinale, in dem Schweden gegen die Ukraine ausschied.